# Джовани Висконти ди Галура
Вижте пояснителната страница за други личности с името Джовани.
Джовани Висконти ди Галура (на италиански: Giovanni Visconti di Gallura; † май 1275, Сан Миниато) е владетел (съдия) на Юдикат Галура от 1238 г. до смъртта си.

## Произход
Той е член на кадетския клон на династията Висконти – Висконти ди Пиза или Висконти ди Галура и е син на Убалдо I Висконти ди Каляри, подест на Пиза и фактически управител на Юдикат Каляри, и на съпругата му графиня Бургундионе. Брат е на Диана Висконти. Братовчед е на съдията на Юдикат Галура и на Юдикат Торес Убалдо Висконти ди Галура.

## Биография
През 1237 г. братовчед му Убалдо Висконти ди Галура (Убалдо II) в завещание, съставено в Силки, определя Джовани за наследник на своя юдикат. Въпреки това вдовицата на Убалдо, Аделазия ди Торес, скоро се омъжва повторно за Енцо Швабски, с когото поема управлението на Юдикат Галура и кралската титла, дадена от император Фридрих II, бащата на Енцо. Но господството на двойката е кратко, защото Джовани успя да възстанови наследството си за кратко време.
През 1254 г. Джовани се съюзява с Република Пиза в атаката ѝ срещу Джовани ди Каляри. През 1258 г. Пиза разделя Юдикат Каляри между своите съюзници, така че Джовани присъединява една трета от него към Юдикат Галура (за да бъдем точни районите на Олястра, Куира, Сарабус и Колострай).
Впоследствие Джовани остава предимно на Италианския полуостров, за да участва заедно с Пиза във войните между гвелфите и гибелините. Той се завръща в Сардиния през 1274 г., но на следващата година се връща в Пиза, откъдето е изгонен, защото се е присъединил към партията на гвелфите. В този момент той се свързва с луканците и флорентинците, заедно с които атакува замъка Монтополи, който държи няколко месеца до смъртта си през май 1275 г., докато е в Сан Миниато. След победата на гвелфската коалиция неговият син Нино е възстановен в огромното си имение.

## Фамилия
Джовани се жени два пъти:
∞ 1. за Доминиката († 1259), дъщеря на Алдобрандино Гуаланди-Кортевекия, от която няма деца
∞ 2. за дъщеря (с вероятно име Киара) на известния Уголино дела Герардеска, граф на Доноратико, от която има един син:
- Нино Висконти (* ок. 1265, Пиза; † август 1296, Галура, Юдикат Галура), съдия (владетел) на Юдикат Галура от 1275 или 1276 г. до смъртта си, господар на третата източна част на района на Каляри от 12 юни 1275 г. до смъртта си, както и капитан на народа на Пиза от юли 1286 г. до 30 юни 1288 г. и подест на същия град от май/юни 1287 г. до 30 юни 1288 г., ∞ за Беатриче д'Есте, дъщеря на Обицо II д’Есте (1247 – 1293), господар на Ферара и Модена, и на Якопина Фиески, от която има една дъщеря.

Джовани е един от малкото, които подкрепят тъста си във вътрешните борби, които засягат Пиза през този период.